# Гирки
Ги́рки (бел. Гіркі) — агрогородок в Вороновском районе Гродненской области Беларуси. Административный центр Гирковского сельсовета.
В межвоенный период деревня была в Польше, в Новогрудском воеводстве, в Лидском уезде, в гмине Радунь. После Великой Отечественной войны Гирки стала частью Гродненской области БССР.

## География
Расположена в 36 км к юго-западу от городского посёлка Вороново, в 88 км от Гродно, в 27 км от железнодорожной станции Бастуны, вблизи трассы Радунь—Острино.

## Климат
Климат умеренный, с тёплым летом и мягкой зимой. Средняя температура января минус 6,6–5 °С, июля плюс 17–18,2 °С. Зимой дуют южные ветры, летом восточные и северо-восточные. Средняя скорость ветра 3 м/с. Годовое количество осадков составляет 520-640 мм.

## Население
В 1996 году в деревне насчитывалось 222 жителя и 70 дворов. Численность населения на 2009 год составляет 149 человек.

## Экономика
Коммунальное сельскохозяйственное унитарное предприятие «Гирки»

## Инфраструктура
Расположен магазин, отделение почтовой связи, ясли-сад, фельдшерско-акушерский пункт.

## Культура и образование
- Центр культура и досуга
- Сельская библиотека